# 日本歯科大学
日本歯科大学（にほんしかだいがく（正式には にっぽんしかだいがく）、英語: The Nippon Dental University）は、東京都千代田区富士見1-9-20に本部を置く日本の私立大学。1907年創立、1947年大学設置。大学の略称は日歯（にっし）。

## 沿革

### 略歴

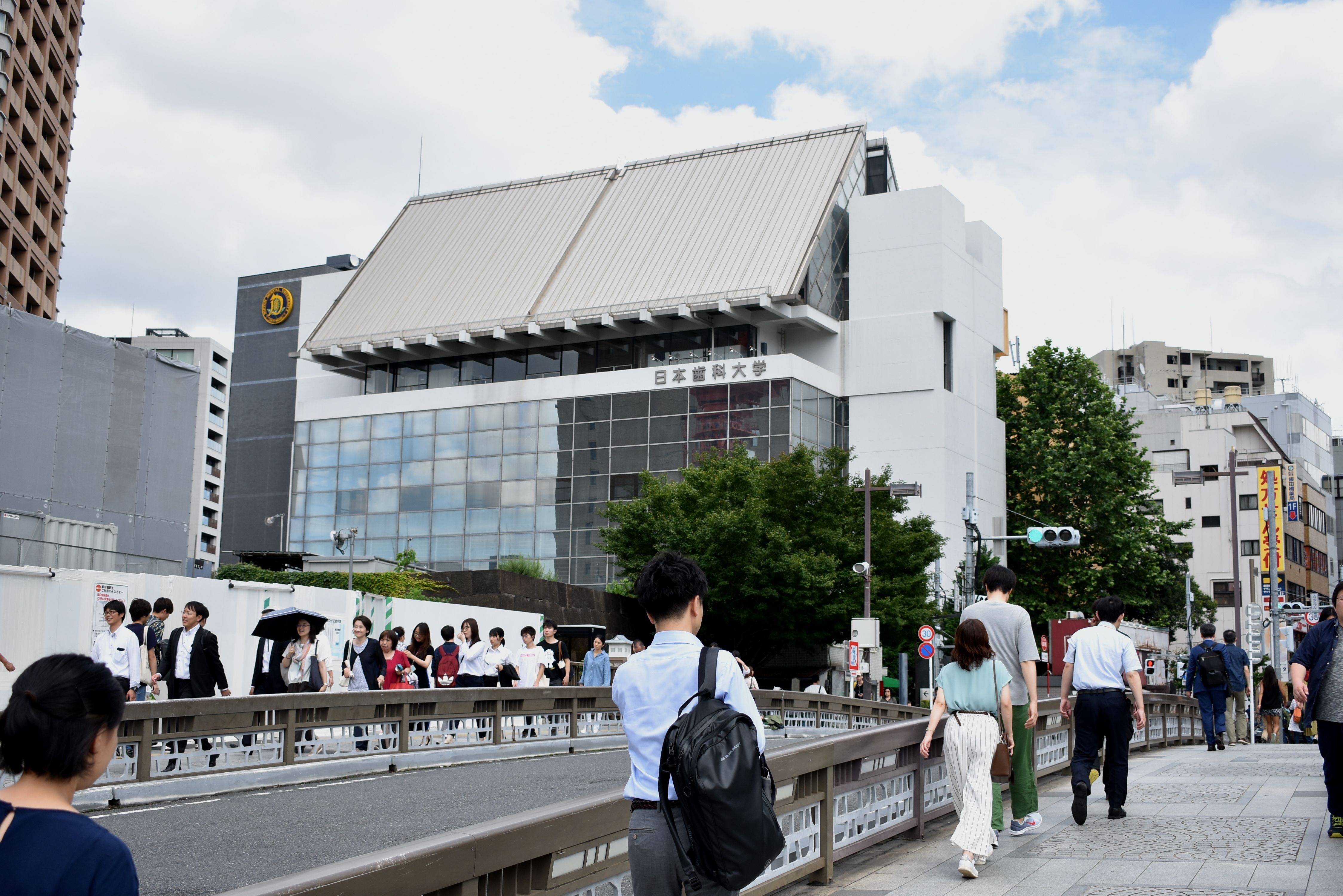
日本歯科大学東京短期大学（2019年7月13日撮影）

1907年（明治40年）、東京市麹町区に私立共立歯科医学校として創立、終戦時に存在していた旧制歯科医学専門学校のうち戦後直後に廃校にならずに大学に昇格した6歯科大学、いわゆる旧六。東京歯科大学、日本大学と並んで歯学部御三家といわれる。

### 年表
- 1907年 - 中原市五郎、東京市麹町区に私立共立歯科医学校を創立
- 1909年 - 東京市麹町区富士見町に移転、私立日本歯科医学校と改称
- 1919年 - 財団法人化にともない、日本歯科医学専門学校と改称
- 1947年 - 旧制日本歯科大学に昇格、大学予科を開設
- 1952年 - 新制日本歯科大学となる
- 1968年 - 附属歯科技工専門学校開設
- 1971年 - 附属日本歯科技工専門学校を附属歯科専門学校に改名
- 1972年 - 新潟歯学部開設
- 1983年 - 附属新潟専門学校開設
- 1987年 - 日本歯科大学新潟短期大学開設
- 1989年 - 新潟歯学部内に「医の博物館」開館（日本初、唯一の公的医学博物館）
- 2005年 - 日本歯科大学東京短期大学開学
- 2006年 - 日本歯科大学 創立100周年。歯学部を生命歯学部、新潟歯学部を新潟生命歯学部に変更。
- 2012年 - 東京都小金井市に口腔リハビリテーション多摩クリニック開設
- 2018年 - 新潟県三条市に在宅ケア新潟クリニック開設
- 2021年10月1日 - 日本歯科大学新潟病院と同大医科病院を統合し、新名称を「日本歯科大学新潟病院」とした[1]。

## 学部
- 生命歯学部（東京都千代田区）
- 新潟生命歯学部（新潟県新潟市）

## 学費
- 初年度納入金額：生命歯学部：5,765,000、新潟生命歯学部：4,035,000円
- 卒業までの納入金額：生命歯学部：31,435,000円、新潟生命歯学部：21,000,000円
- 特待生は6年間の納入金額が15,690,000円となる

## 新潟生命歯学部

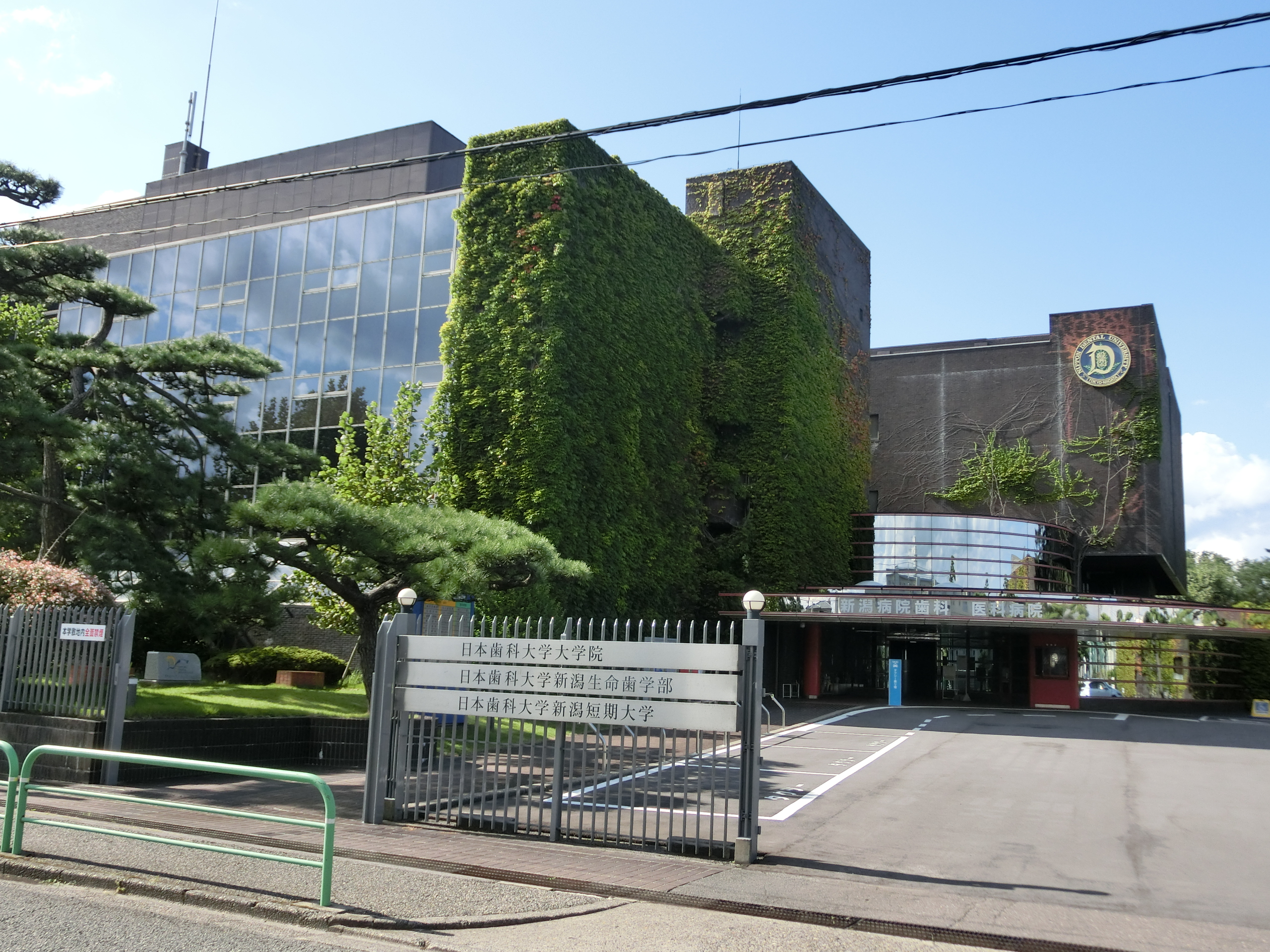
新潟キャンパス

日本歯科大学新潟生命歯学部（にっぽんしかだいがくにいがたせいめいしがくぶ）は、1972年（昭和47年）、歯科医師の需要増加に対応するため、日本歯科大学2番目の歯学部として新潟市（現中央区）浜浦町1-8の新潟県立新潟工業高等学校が移転した跡地に開設された。

### 設置の経緯
当時、社会からの要請で1人でも多くの歯科医師の養成が急務であった。単科大学が2つめの歯学部を設置するという変則的なかたちになったのは、経営基盤を考えるとゼロから大学を開設するよりも有利と考えられたからである。新設の私立歯学部は伝統校の同窓が母校から教員の供給を受けて系列校として開設される事が多かった。日本歯科大学の第2歯学部をどこに設置するか、札幌市、新潟市、静岡市が候補地として挙がったが、新潟市が最も早く用地の目処が立ったこと、東京からあまり遠すぎないこと、上越新幹線の建設が決定したことが決め手となったといわれている。一説には後の参議院議員・木暮山人の政治力が働いたともいわれている。ちなみに東京歯科大学にも市川市に第2歯学部を開設する計画があった。

### 特色
まず目を引くのがレンガにガラス張りの特徴的な校舎である。最高裁判所を設計した岡田新一の設計によるもので、1974年の建築業協会賞を受賞している。またその後のリフォームでもベストリフォーム賞を受賞している。現在の入学定員は73名。開設当初は学部と附属病院（現在は新潟病院）のみであったが、現在は大学院新潟生命歯学研究科、医の博物館、新潟短期大学を併設する。日本歯科大学の2番目の歯学部として同一大学としての配慮が多々考慮されている。生命歯学部とカリキュラム、医局講座構成などはほぼ同じ。年に1度、クラブ活動の合同合宿が開催される。卒業生は大学創立以来の通し学年で呼ばれ、同窓会組織も共通である。このため同窓会組織である日本歯科大学校友会は歯学部の同窓会組織としては日本最大である。新潟の1期生は日本歯科大学の67回生である。
歯科大学としては全国に先駆けて在宅歯科往診ケアを行っており、学生が実習として参加することもある。また新潟病院の医科部門である内科、外科、耳鼻咽喉科の診療科はそれぞれ講座となっているのも大きな特徴である。これらの領域に関しては講義だけでなく、病院実習が行われる。
キャンパス内に「医の博物館」が設置されており、日本唯一の公的な医学に関する博物館として一般公開されている。ここには歯科にとどまらず医学に関する歴史的資料が展示されている。

### 新潟生命歯学部概要
- 学部 - 日本歯科大学新潟生命歯学部歯学科
- 大学院 - 日本歯科大学大学院新潟生命歯学研究科
- 付属病院 - 日本歯科大学新潟病院（2021年10月に医科及び歯科病院を統合）
- 併設校 - 日本歯科大学新潟短期大学
- 付属施設 - 医の博物館、先端研究センター（ハイテクリサーチセンター）

### 年表
- 1972年4月 - 日本歯科大学新潟歯学部開設 入学定員120名
- 1981年6月 - 内科、外科、耳鼻咽喉科の3科で付属医科病院開院
- 1983年4月 - 付属新潟専門学校歯科衛生学科開校
- 1987年4月 - 日本歯科大学新潟短期大学を敷地内に開学
- 1989年9月 - 学内に国内唯一の医学に関する公的な博物館「医の博物館」を開設
- 1990年4月 - 日本歯科大学大学院新潟歯学研究科を開設（これ以前の新潟の大学院生は、正式には東京の大学院に籍を置き、新潟の教授を指導教授として新潟で研究を行っていた。）
- 1999年2月 - 先端研究センター開設（文部省ハイテクリサーチセンター）
- 2006年4月 - 日本歯科大学新潟生命歯学部に名称変更、これに併せて新潟生命歯学研究科、日本歯科大学新潟病院、日本歯科大学医科病院にそれぞれ名称変更
- 2007年4月 - 敷地内全面禁煙に。これにより校舎内、付属病院やグランド、駐車場の全てが禁煙になる。
- 2021年 - 医科病院、歯科病院を統合し日本歯科大学新潟病院を開設。

## 附属機関
東京キャンパス
- 日本歯科大学附属病院 (東京都千代田区)
- 口腔リハビリテーション多摩クリニック (東京都小金井市)
- 共同利用研究センター

新潟キャンパス
- 日本歯科大学新潟病院 (新潟県新潟市中央区)
- 在宅ケア新潟クリニック  (新潟県三条市)
- 先端研究センター

## 大学関係者と組織

### 大学関係者一覧
- 日本歯科大学の人物一覧